# Charles Fabian
Charles Fabian Figueiredo Santos (Itapetinga, 12 de abril de 1968) é um ex-futebolista brasileiro que atuava como atacante. Entre 2009 e 2012, foi Secretário de Esportes e Lazer da cidade de Itapetinga.

## Carreira como jogador

### Bahia
Charles apareceu para o futebol nacional após a conquista do Campeonato Brasileiro de 1988 pelo Bahia. Jovem atacante, até então com 20 anos de idade, estreou com a camisa tricolor contra o Corinthians, entrando no 2º tempo, faltando apenas 15 minutos para o jogo terminar. Aos 45 minutos, fez um a belíssima jogada e marcou um dos gols mais bonitos da rodada. Ao final da partida ficou conhecido popularmente, tanto pela torcida quanto pela imprensa como o Anjo 45.
A partir daí, começou a ter mais chances, estava disposto a ganhar a posição. Na outra rodada, contra o Criciúma, graças a uma esquisita jogada de Charles, a vitória tricolor foi definida aos 23 minutos do 2º tempo. Depois de dois jogos, dois gols, entrou no gosto da torcida, e do mestre e técnico Evaristo de Macedo, ganhando a posição de titular e tornando-se muito importante para a conquista do campeonato.
Em outra rodada, dessa vez contra o Santos do doutor Sócrates e de César Sampaio, o Bahia voltou a vencer, com uma gloriosa goleada de 5 a 1, e claro, Charles deixou o dele, aos 3 minutos do 2° tempo.
Após ótima estreia e bom 2ª turno, o garoto Charles, seria decisivo novamente, agora nas quartas de finais, contra o atual campeão Brasileiro na época, o Sport, em plena Ilha do Retiro, lotada de torcedores rubro-negros. Foi talvez por muitos torcedores e críticos, o jogo mais de difícil do tricolor baiano na campanha do título brasileiro. Foi uma batalha do início ao fim, um grande jogo, com muitas emoções dos dois times. Logo aos 7 minutos do 1° tempo, a torcida pernambucana pulava de alegria, era gol do Sport, terminando assim o placar da primeira etapa. No 2° tempo, o jogo era o mesmo, lá e cá, ataque do Sport, ataque do Bahia, e o tempo passava. Até que, aos 35 minutos, a estrela de Charles brilharia de novo, após cruzamento rasteiro do lateral esquerdo Paulo Robson, Charles pega de primeira e empata para o Bahia. Nos 15 minutos finais, pura emoção, mas o resultado não mudou, 1 a 1. A decisão para as semifinais ficaria em Salvador.
Agora jogando em casa, na Fonte Nova, o Bahia resistiu a pressão do Sport e assegurou sua classificação as semifinais, sobe o comando de Charles, Bobô, Zé Carlos, Ronaldo e cia, o esquadrão tricolor seguia sua trajetória rumo ao título. Após passar pelo Fluminense, e ser campeão brasileiro, numa final diante do Internacional, Charles se tornaria grande ídolo da torcida baiana. Fato que o fez ser convocado para a Seleção Brasileira em 1989; em um amistoso contra o Peru, em Fortaleza, marcou dois gols na goleada do Brasil por 4 a 1, e marcaria mais um gol em outra goleada da seleção nacional, 4 a 0 contra Portugal, no Maracanã.
Seu sucesso entre os baianos foi tão imediato que, ao ser preterido pelo então treinador brasileiro Sebastião Lazaroni, apenas 13 mil pessoas foram à Fonte Nova acompanhar a estreia brasileira diante dos venezuelanos na Copa América. A insatisfação do público não foi aplacada nem com a vitória por 3 a 1; nas arquibancadas, seria queimada uma bandeira brasileira, além de ofensas de Bebeto aos torcedores, que, por sua vez, arremessariam um ovo em Renato Gaúcho, responsável pela afirmação de que a Bahia seria uma "terra da índio". Tal acontecimento, pelo acirramento de ânimos, faria com que a Seleção voltasse a Salvador apenas seis anos depois, em 1995.
Passando a conquista do título nacional, Charles continuaria a brilhar e ser decisivo. Em 1989, disputou a Libertadores pelo Bahia, que chegou as quartas de finais, sendo eliminado pelo próprio Internacional-RS.
Em 1990, ajudou o Bahia a chegar novamente as semifinais do brasileirão, sendo o artilheiro da competição com 11 gols e no final do ano recebeu a Bola de Prata da Revista Placar de melhor marcador do campeonato.
Ao todo conquistou pelo Bahia o título brasileiro e os campeonatos baianos de 1988 e 1991. Com todos essas conquistas, seu passe cresceu e as propostas de outros clubes também. Depois do título baiano de 1991 seguiu para o Futebol Cruzeiro, deixando grandes saudades no Bahia.

### Cruzeiro
No clube mineiro, seguiu com sua grande carreira de artilheiro e decisivo. Em sua primeira temporada, conquistou a Supercopa Libertadores, sendo artilheiro com três gols. No campeonato brasileiro, o Cruzeiro não obteve uma grande campanha, ficando apenas na 16° colocação.
No ano seguinte sagraria-se campeão mineiro, de forma invicta, ajudando com seu gols decisivos, e ainda levaria de novo a Supercopa Libertadores. Já no brasileirão, foi melhor em relação ao ano anterior, ajudou o Cruzeiro a chegar a segunda fase da competição, ficando ao final do campeonato na 8° colocação.
Sua boa fase no Cruzeiro, chamou a atenção de um dos maiores jogadores da história do futebol, o craque argentino Diego Maradona, que no final de 1992, comprou seu passe e o levou para o Boca Juniors da Argentina.

### Boca Juniors
Pelo Cruzeiro, Charles continuou fazendo gols e chamou a atenção de Maradona, que o levou para o Boca Juniors. Mas em Buenos Aires, Charles não conseguiu render o mesmo futebol. Atrapalhado por contusões, ele retornou ao Brasil, e onde foi para o Flamengo.

### Flamengo
Ao chegar ao Flamengo, Charles adicionaria "Baiano" a seu nome, pois no clube já se encontrava o volante Charles Guerreiro. Na Gávea, o atacante conseguiu marcar incríveis 18 gols em apenas 29 partidas. No entanto, por problemas internos, o jogador se desligou do Fla ao final da temporada de 1994.

## Carreira como treinador
Em 2006, treinou o Bahia, treinando nos anos seguintes: Votoraty (2007), Icasa (2008) e Camaçari (2008).[carece de fontes?]
Foi auxiliar técnico do Bahia em 2014, assumindo a equipe no fim do Campeonato Brasileiro, depois da saída de Gilson Kleina.
Foi também auxiliar técnico durante boa parte de 2015, assumindo novamente como técnico, faltando apenas oito rodadas para o término da Série B, após a saída de Sérgio Soares. Em 6 de janeiro de 2016, Charles deixou o tricolor baiano para seguir a carreira de treinador. Na passagem, ele foi treinador do Sub-20, auxiliar técnico permanente, treinador interino e em duas ocasiões chegou a ser efetivado no comando do Bahia.

### Anápolis
No dia 25 de outubro de 2016, Charles Fabian acertou com o Anápolis, equipe do interior goiano. Após apenas dois jogos sob o comando de Fabian, a diretoria do Anápolis acabou demitindo o treinador, sendo a primeira queda de comando técnico no Campeonato Goiano de 2017.

## Títulos
Bahia
- Campeonato Baiano: 1987, 1988 e 1991
- Campeonato Brasileiro: 1988

Cruzeiro
- Supercopa Libertadores: 1991

Grêmio
- Campeonato Gaúcho: 1993 e 1999
- Copa Sul: 1999

Seleção Brasileira
- Copa América: 1989

### Prêmios individuais
- Bola de Prata: 1990[6]

### Artilharias
- Campeonato Brasileiro: 1990 (11 gols)
- Supercopa Libertadores: 1991 (3 gols)
- Campeonato Carioca: 1994 (14 gols)[7]